# Загорац, Даниел
Дание́л Заго́рац (хорв. Danijel Zagorac; 7 февраля 1987 года, Дрниш) — хорватский футболист, вратарь загребского «Динамо».

## Карьера
Даниел Загорац начинал свою карьеру футболиста в клубе «Сплит». 21 марта 2012 года он дебютировал в Первой хорватской лиге, выйдя в основном составе в домашнем поединке против «Карловаца».
Летом 2016 года Загорац перешёл в загребское «Динамо», но тут же был отдан в аренду до конца года другому столичному клубу «Локомотива».

## Достижения
«Сплит»
- Победитель Второй лиги Хорватии (1): 2009/10
- Финалист Кубка Хорватии (1): 2014/15

 «Динамо Загреб»
- Вице-чемпион Хорватии (1): 2016/17
- Обладатель Кубка Хорватии (1): 2016/17